# RIKEN
RIKEN (理研?) es un gran instituto de investigación de Ciencias Naturales en Japón, fundado en 1917. Actualmente cuenta con aproximadamente 3.000 científicos de siete universidades de todo Japón, localizándose la principal en Wako, a las afueras de Tokio. RIKEN es una Institución Administrativa Independiente cuyo nombre formal es Rikagaku Kenkyujo (理化学研究所?).
RIKEN lleva a cabo investigaciones en muchas áreas de la ciencia, incluyendo la Física, la Química, la Biología, la Ciencia Médica, la Ingeniería y las Ciencias de la Computación, que van desde la investigación básica a las aplicaciones prácticas. Está casi totalmente financiado por el Gobierno Japonés, y su presupuesto anual es de aproximadamente ¥88 billones (EE. UU. $760 millones).

## Historia

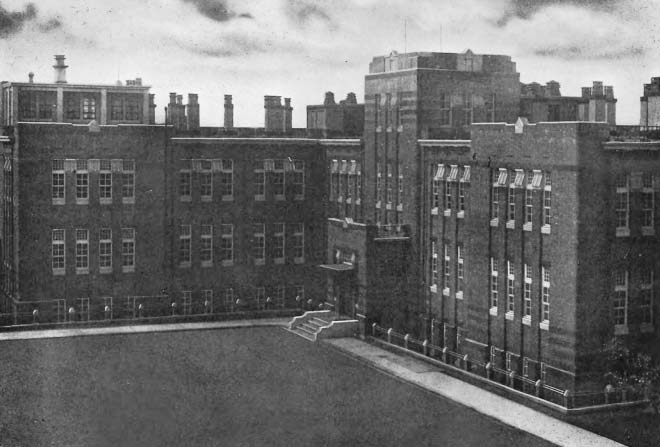
RIKEN en el periodo Taisho

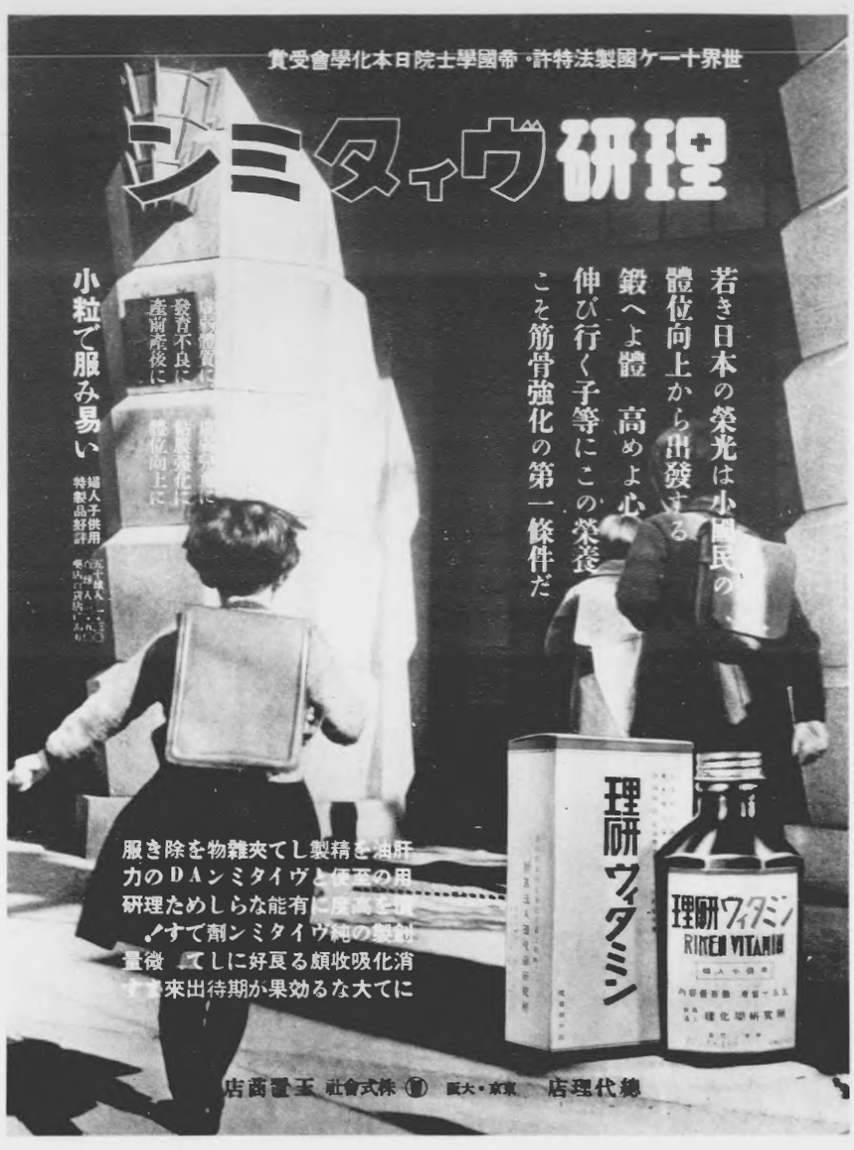
Anuncio de Vitamina A de RIKEN en 1938

En 1913 el conocido científico Jokichi Takamine fue el primero en proponer el establecimiento de un instituto de investigación nacional de la ciencia en Japón. Esta tarea fue asumida por Eiichi Shibusawa, un prominente hombre de negocios, y tras la resolución por la Dieta de Japón en 1915, RIKEN entró en funcionamiento en marzo de 1917. En su primera fase, RIKEN era una fundación privada (Zaidan), financiada por una combinación de la industria, el gobierno y la Casa Imperial. Se encontraba en el distrito Komagome de Tokio, y su primer director fue el matemático Dairoku Kikuchi.
En 1927, Masatoshi Okochi, el tercer director, estableció el Konzern RIKEN (un zaibatsu). Este grupo de empresas spin-off utilizaron los logros científicos RIKEN para fines comerciales y devolvió las ganancias a RIKEN. En su punto máximo en 1939, el Konzern estaba compuesto por cerca de 121 fábricas y 63 empresas, incluyendo Riken Kankoshi, que ahora es Ricoh.
Durante la Segunda Guerra Mundial se llevó a cabo el programa de la bomba atómica del ejército japonés en el Instituto RIKEN. En abril de 1945 los EE. UU. bombardearon los laboratorios RIKEN en Komagome, y en noviembre, tras el final de la guerra, los soldados aliados destruyeron sus dos ciclotrones.
Después de la guerra, los aliados disolvieron RIKEN como fundación privada, y reapareció como una compañía llamada Kagaku Kenkyusho (科学 研究所), o Kaken (科研). En 1958, la Dieta aprobó la Ley de RIKEN, con lo cual el instituto volvió a su nombre original y entró en su tercera etapa, como una corporación pública (特殊 法人 Tokushu Hojin), financiada por el gobierno. En 1963 se trasladó a Wako, Prefectura Saitama, a las afueras de Tokio.
Desde la década de 1980 RIKEN se ha expandido impresionantemente. Se han creado nuevos laboratorios, centros e institutos en Japón y en el extranjero, incluyendo:
- en 1984, el Centro de Ciencias de la Vida en Tsukuba.
- en 1995, el fondo para la investigación de muones en el Laboratorio Rutherford Appleton en Reino Unido.
- en 1997, el Instituto Harima, el Instituto de Ciencias del Cerebro de Wako, y el Laboratorio Nacional de Brookhaven en EE. UU.
- en 1998, el Centro de las Ciencias Genómicas.
- en 2000, el Instituto de Yokohama, que ahora tiene cuatro centros de investigación en Ciencias de la Vida.
- en 2002, el Instituto de Kobe, que contiene el centro de Biología del desarrollo.

En octubre de 2003 el estado RIKEN cambió de nuevo, pasando a ser una Institución Administrativa Independiente. Como tal, RIKEN sigue financiada con fondos públicos, y se evalúa periódicamente por el gobierno, pero tiene un grado de autonomía superior al anterior.

## Estructura organizativa

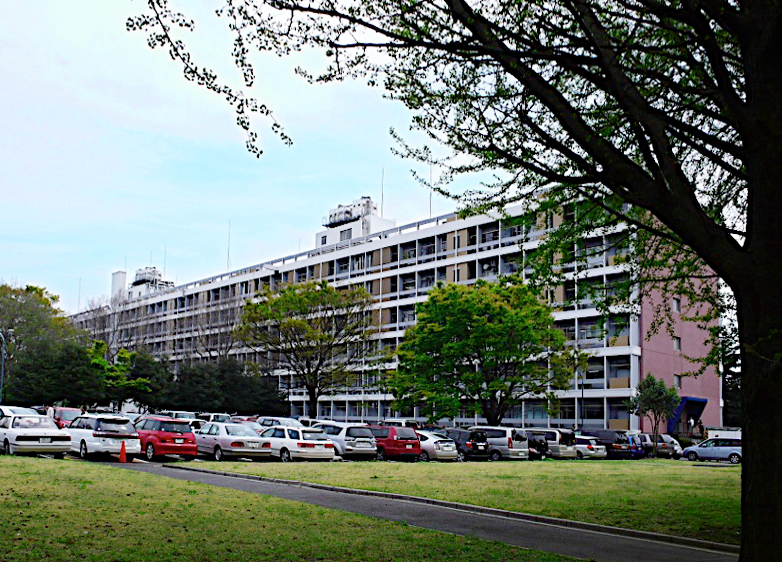
Edificio Principal de Investigación en Wako

Las principales divisiones de RIKEN figuran en esta lista, omitiendo las puramente administrativas:
- Sede (principalmente en Wako)
  - Next-Generation Supercomputer R&D Center
- Instituto Wako
  - Advanced Science Institute
  - Nishina Center for Accelerator-Based Science (emplazamiento de RI Beam Factory, complejo acelerador de iones pesados)
  - Brain Science Institute
- Instituto Tsukuba
  - BioResource Center
- Instituto Harima
  - RIKEN SPring-8 Center (emplazamiento del sincrotrón SPring-8 y del láser de electrones libres de rayos X SACLA )
- Instituto Yokohama (emplazamiento de la Resonancia Magnética Nuclear de Yokohama)
  - Plant Science Center
  - Center for Genomic Medicine
  - Research Center for Allergy and Immunology
  - Omics Science Center
  - Systems and Structural Biology Center
  - Bioinformatics And Systems Engineering division
  - Center of Research Network for Infectious Diseases
- Instituto Kobe 
  - Center for Developmental Biology (Biología del Desarrollo y Medicina Nuclear técnicas de imagen médica)
  - Center for Molecular Imaging Science
  - Quantitative Biology Center
- Advanced Institute for Computational Science (emplazamiento K computer)

## Hechos y logros recientes
- Dos científicos RIKEN han ganado el Premio Nobel de Física: Hideki Yukawa en 1949 y Tomonaga Shinichiro en 1965.
- The Spring-8 (Super Photon Ring 8GeV), las instalaciones de Harima son las más grandes del mundo y las más poderosas de tercera generación Synchrotron Radiation Facility.
- El Centro de Ciencias de Genómica RIKEN, en Yokohama, fue una de las dieciséis instituciones que formaron el Consorcio Internacional del Genoma de Secuenciación Humano.
- En julio de 2004 un equipo de RIKEN creó el primer caso confirmado del elemento 113, que ahora se conoce como "Unutrium". El 2 de abril de 2005, el mismo equipo lo creó con éxito por segunda vez.
- El 23 de mayo de 2005, the eight-storey RI (radioisótopo) Beam Factory Experiment Facility se abrió en Wako.
- The RIKEN Super Combined Cluster es uno de los supercomputadores más rápidos del mundo. En enero de 2006, RIKEN creó the Next-Generation Supercomputer R&D Center, con el propósito de diseñar y construir la supercomputadora más rápida del mundo. En junio de 2006, se anunció la finalización de un sistema informático de un petaflops diseñado especialmente para la simulación dinámica molecular. En la actualidad un nuevo sistema, K computer está siendo instalado en el Instituto RIKEN, y a pesar de que todavía no está terminado, encabeza la marca de referencia LINPACK con el rendimiento de 8.162 petaflops, o 8.162 billones de cálculos por segundo, con un ratio de eficiencia de cómputo de 93,0%, lo que hace que la supercomputadora más rápida del mundo.[1][2][3][4] El proyecto completo entra en servicio en noviembre de 2012.
- Hay un pequeño número de estudiantes de posgrado en el Instituto RIKEN, pero no se otorgan títulos en sí.

## El nombre de "RIKEN"
El nombre completo japonés de RIKEN es Rikagaku Kenkyujo (理 化学 研究所), que literalmente significa "El Instituto de Investigación Física y Química" (no obstante, en la actualidad también se llevan a cabo investigaciones en biología y otros campos). RIKEN (理 研) es la abreviatura en japonés.
RIKEN utilizó "The Institute of Physical and Chemical Research" como nombre alternativo en inglés, o una especie de subtítulo. Pero en 2003, cuando se convirtió en una Institución Administrativa Independiente, se descartó este nombre oficialmente, y la denominación de origen inglés es actualmente "RIKEN", en letras mayúsculas. Los medios de comunicación a veces se refieren a ella como "Riken" o "el Instituto Riken".
"RIKEN" se pronuncia como una sola palabra: /ˈrɪkɛn/. El nombre japonés completo es "Rikagaku Kenkyujo", en ocasiones se hace referencia al mismo con dicho nombre, pero suele ser utilizado con menos frecuencia, aunque no es incorrecto, ya que no es más que un ejemplo de abreviatura.

## Lista de presidentes
- Haruo Nagaoka (1958–1966)
- Shirō Akahori (1966–1970)
- Toshio Hoshino (1970-1975)
- Shinji Fukui (1975–1980)
- Tatsuoki Miyajima (1980–1988)
- Minoru Oda (1988–1993)
- Akito Arima (1993–1997)
- Shunichi Kobayashi (1997–2001)
- Ryōji Noyori (2001–2015)
- Hiroshi Matsumoto (2015–)

## Los científicos notables y otras personas de RIKEN
- Dairoku Kikuchi, matemático y el primer Director de RIKEN.
- Kikunae Ikeda, descubridor del glutamato monosódico y el sabor umami.
- Hantaro Nagaoka, postulador del modelo del átomo de Saturno.
- Toshio Takamine, especialista en espectroscopia, autor de "Near Infra-Red Spectra of Helium and Mercury", "Absorption of Ha Line" y "The structure of mercury lines examined by an echelon grating and a Lummer-Gehrcke plate".
- Kotaro Honda, inventor de KS de acero.
- Umetaro Suzuki, descubridor de la Vitamina B1.
- Torahiko Terada, físico y ensayista.
- Yoshio Nishina, físico atómico líder que trabajó con Bohr, Einstein, Heisenberg y Dirac.
- Ukichiro Nakaya, físico y ensayista.
- Seishi Kikuchi, físico, conocido por su explicación de las líneas de Kikuchi.
- Shinichiro Tomonaga, ganador del Premio Nobel de Física 1965 por su trabajo en la electrodinámica cuántica.
- Hideki Yukawa, físico ganador del Premio Nobel 1949 por su predicción del pion.
- Ryōji Noyori, actual presidente, y ganador del Premio Nobel de Química en 2001.
- Tadashi Watanabe, jefe de RIKEN’s Nexts-Generation Supercomputer R&D Center.
- Masatoshi Takeichi, descubridor de la familia de las cadherinas, moléculas de adhesión célula-célula y cabeza del Centro RIKEN de Biología del Desarrollo.